# Oscar Alfredo Gálvez
Oscar Alfredo Gálvez (Buenos Aires; 17 de agosto de 1913-ibidem; 16 de diciembre de 1989) fue un piloto de automovilismo argentino, uno de los más laureados del automovilismo argentino, junto a su hermano menor Juan Gálvez. Obtuvo cinco títulos de Turismo Carretera y 43 victorias, destacándose siete en el Gran Premio Argentino. Además, logró cinco victorias en Grandes Premios de monoplazas.

## Trayectoria

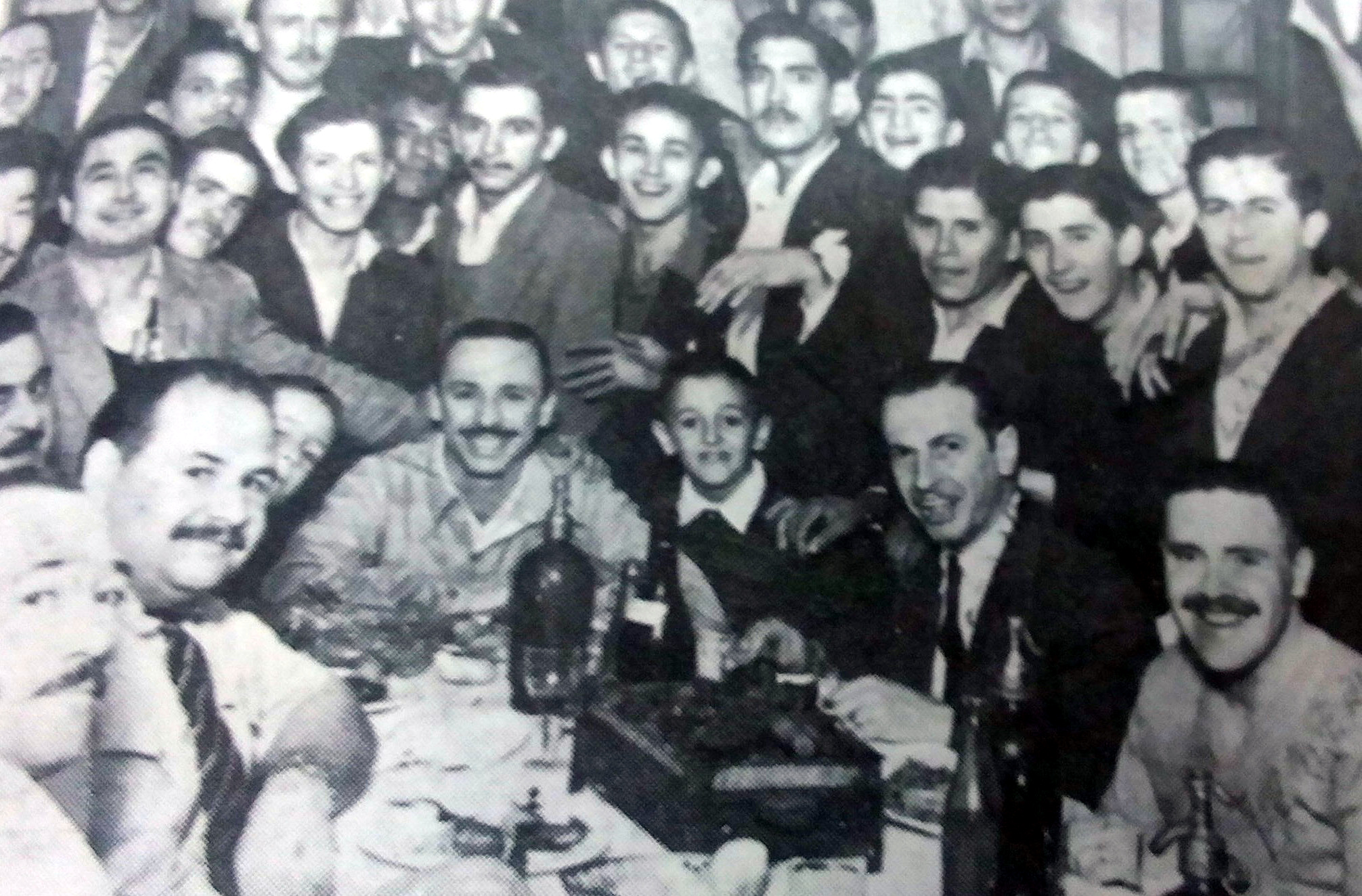
Oscar Gálvez visitando la ciudad de Oberá en 1930.

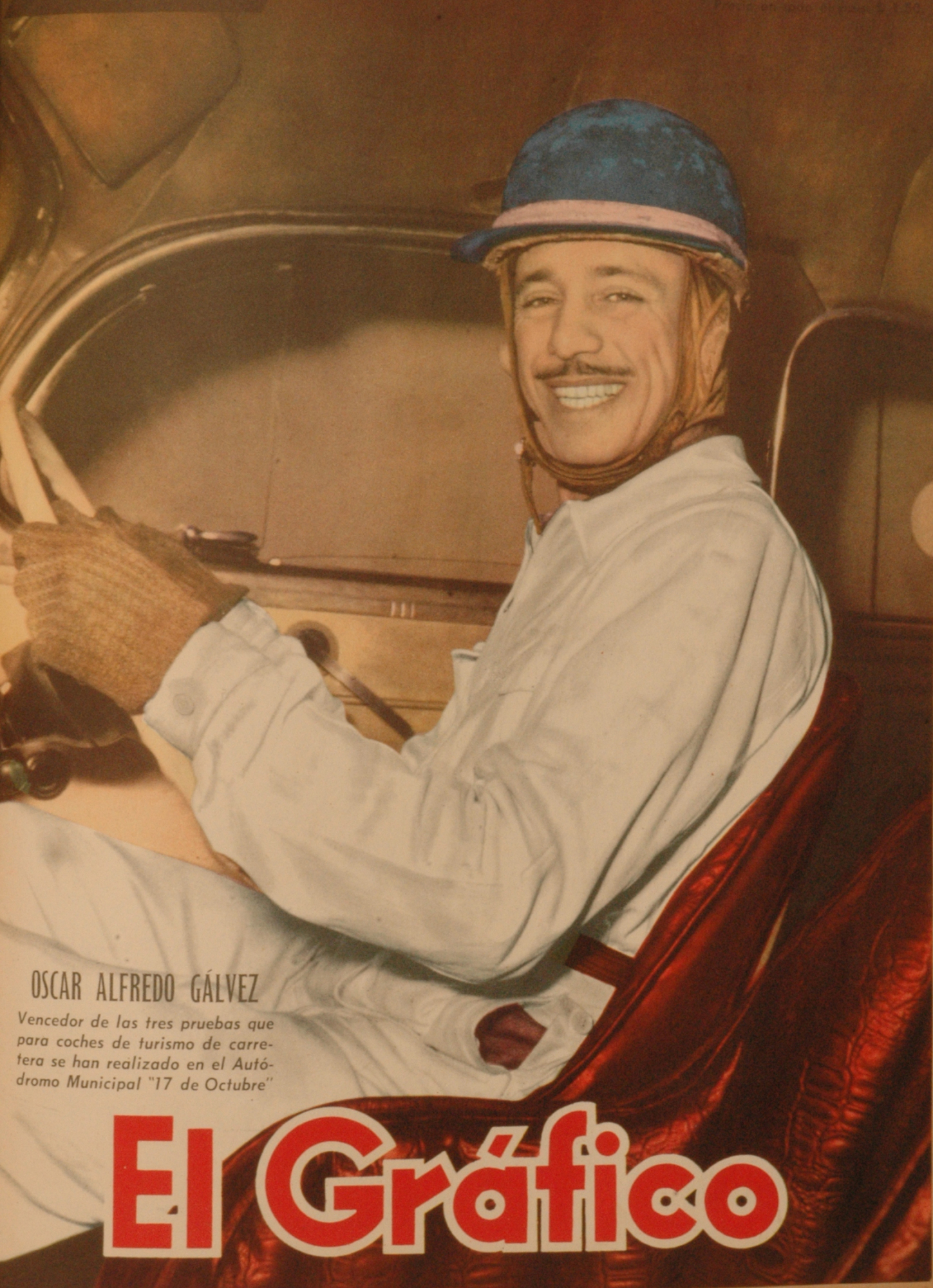
Oscar Alfredo Gálvez en 1952.

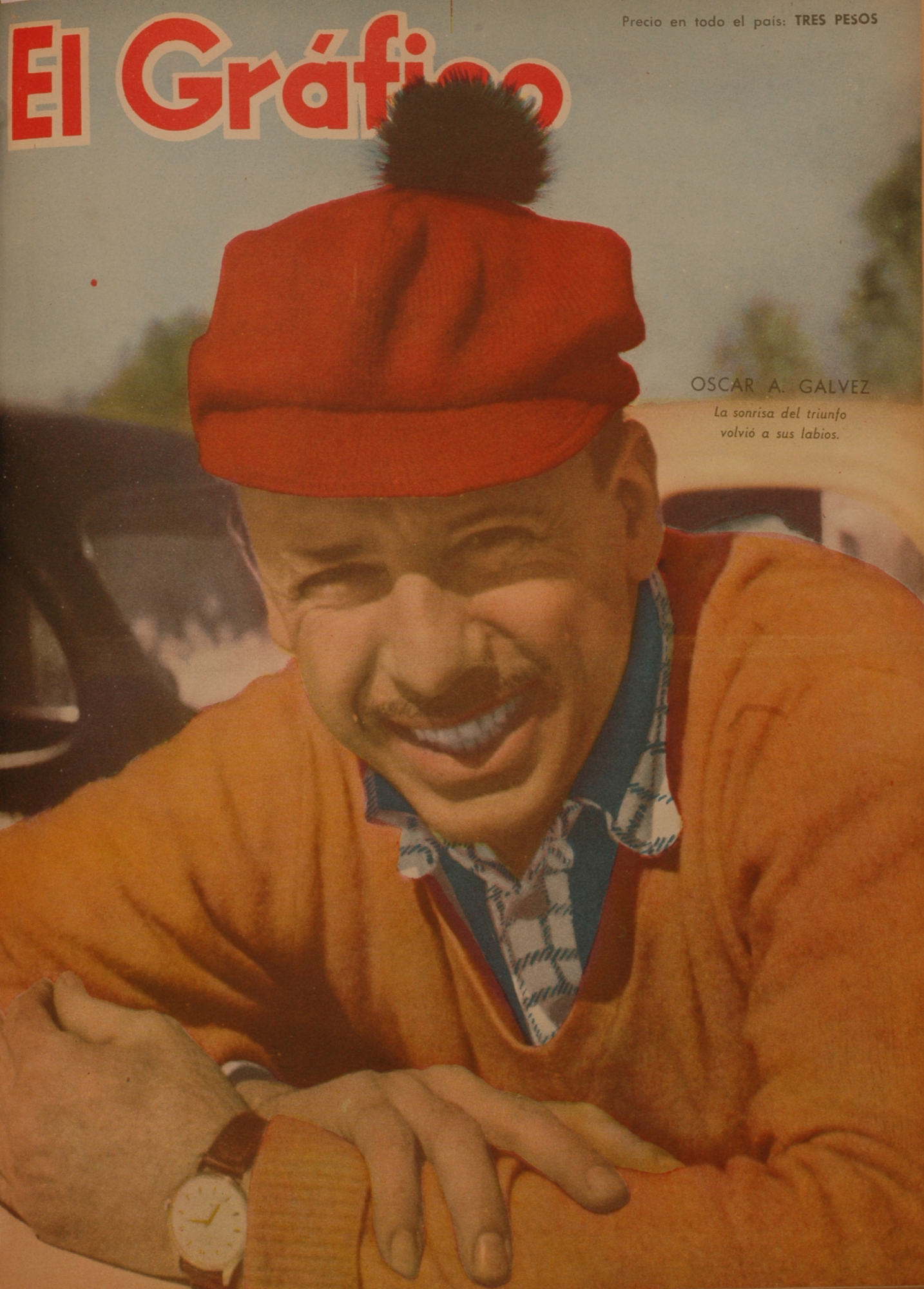
Oscar Alfredo Gálvez en 1958.

Oscar Alfredo Gálvez nació en la ciudad de Buenos Aires. Su padre poseía un taller en la esquina de Garro y Urquiza (en el barrio de Parque Patricios) de donde posteriormente se mudarían al barrio de Caballito en 1916.
Marcelino Gálvez y Matilde, inmigrantes españoles, en busca de la hija mujer, recibieron a su tercer hijo varón, Oscar Alfredo, quien nació después de Marcelino Luis y Alejandro y a él lo seguirían, Juan y Roberto.
A los 10 años, Oscar ayudaba a su hermano mayor Marcelino Luis. Durante la adolescencia, con 15 años él y su hermano Juan con 12, deseaban comprar un auto propio. En 1934, a los 21 años compraron un Ford T que guardaban en el galpón de un amigo, a escondidas de su padre que no apoyaba la pasión por los autos.
Luego de dejar los estudios, junto a su hermano Juan, montaron un taller donde prepararon una cupé Ford 35 para correr en la carrera que unía las ciudades de Buenos Aires, Rosario, Córdoba y Santa Fe.
En 1937, faltando un mes para cumplir los 24 años, llegó su oportunidad en el Gran Premio del mismo año cuando con su gran amigo Horacio Mariscal como acompañante (cuyo padre Donato Mariscal junto con Daniel Mariscal dueños de la fábrica de elásticos Mariscal) aportaron los 6 neumáticos nuevos necesarios para la travesía. Se lanzaron a la aventura arriba de un Ford modelo año 1935 Cabriolet con el N° 58 en las puertas. Durante la carrera obtuvo un promedio de 119,75 km/h a Rosario, llegando sexto, adelantando a la mayoría de sus rivales en un auto precario para la época. En la segunda etapa de esa carrera y en una maniobra para evitar un badén, el auto dio un vuelco que terminó con esa primera de muchas carreras futuras.
El 5 de agosto de 1937, debutó con el recordado Ford negro y blanco en TC (Turismo Carretera), la categoría de autos Stock más emblemática de la Argentina, aunque tardaría 10 años en conseguir su primer título, la afición ya lo consideraba un ídolo, era un piloto muy audaz y carismático.
En Turismo Carretera disputó 169 carreras, siempre vinculado a Ford, triunfando en 43. Ganó cinco campeonatos; 1947, 1948, 1953, 1954 y 1961, siendo el cuarto piloto con más títulos ganados. Obtuvo seis subcampeonatos y en 1952 marcó un hecho importante en la categoría, ganar seis carreras a lo largo de un mismo campeonato.
El 18 de enero de 1953, participó del “Primer Gran Premio de la República Argentina de Fórmula 1”, disputado en el nuevo autódromo “17 de Octubre” de la Ciudad de Buenos Aires, regresando de esta manera a la categoría a bordo de una Maserati, donde arribaría en el quinto lugar de la carrera, que ganó el italiano Alberto Ascari con una Ferrari.
Se despidió del automovilismo a los 51 años, en la Vuelta de Junín en 1964 al comando de un Ford Falcon preparado por el ingeniero Alfredo Bascou.
Muy poco tiempo antes de su muerte, había sido designado como Ciudadano Ilustre de la Ciudad de Buenos Aires por el Concejo Deliberante de Buenos Aires.
Durante sus años de actividad, demostró no solo su destreza en la conducción, sino también la habilidad de reparar el auto hasta con alambre y reemplazar una pieza en minutos. Fue una persona de gran nobleza, al punto de acaparar el afecto inclusive de sus rivales.
En 1980, recibió el Premio Konex (Diploma al mérito), y en 1990 en "Deportes Premio Konex de Honor" Post Mortem.
En 1989, poco antes de morir, fue homenajeado cuando el Gobierno de la Ciudad de Buenos Aires, renombró al Autódromo Municipal 17 de Octubre como "Autódromo Ciudad de Buenos Aires Oscar Alfredo Gálvez". Más tarde y hasta el día de hoy, el autódromo lleva el nombre "Autódromo Oscar y Juan Gálvez"
Falleció a los 76 años a consecuencia de un cáncer de páncreas en su casa en el barrio de Palermo, Buenos Aires. Se encuentra enterrado junto a su hermano Juan en el Cementerio de la Chacarita.

## Campeonatos de Turismo Carretera
| N.º | Año  | Auto         |
| --- | ---- | ------------ |
| 1   | 1947 | Ford V8 Cupé |
| 2   | 1948 | Ford V8 Cupé |
| 3   | 1953 | Ford V8 Cupé |
| 4   | 1954 | Ford V8 Cupé |
| 5   | 1961 | Ford V8 Cupé |

## Victorias en Turismo Carretera
| N.º | Fecha                                | Nombre                              | Lugar                                |
| --- | ------------------------------------ | ----------------------------------- | ------------------------------------ |
| 01  | 19-20 de octubre de 1939             | Gran Premio Argentino 1939          | Buenos Aires-Concordia               |
| 02  | 29 de octubre-5 de noviembre de 1939 | Gran Premio Extraordinario 1939     | Córdoba-La Plata                     |
| 03  | 22-30 de noviembre de 1947           | GP Internacional 1947               | Don Torcuato-Chile-Luján             |
| 04  | 11 de abril de 1948                  | Premio Mar y Sierras 1948           | Mar del Plata-Balcarce-Mar del Plata |
| 05  | 2-11 de diciembre de 1948            | GP América del Sur 1948 - 2.º TRAMO | Lima, Perú-Buenos Aires, Argentina   |
| 06  | 16 de enero de 1949                  | 1000 Millas Argentinas 1948         | Avellaneda-Bernal                    |
| 07  | 18-19 de marzo de 1950               | Vuelta de Entre Ríos 1950           | Paraná-Paraná                        |
| 08  | 7-8 de abril/1951                    | Vuelta de Entre Ríos 1951           | Paraná-Paraná                        |
| 09  | 9 de septiembre de 1951              | lº Premio Luján de Cuyo 1951        | Luján de Cuyo, Mendoza               |
| 10  | 24 de mayo de 1952                   | Autódromo de Buenos Aires 1952      | Autódromo de Buenos Aires            |
| 11  | 21 de junio de 1952                  | Premio Gral. Manuel Belgrano 1952   | Autódromo de Buenos Aires            |
| 12  | 13 de julio de 1952                  | Premio Independencia 1952           | Autódromo de Buenos Aires            |
| 13  | 13 de septiembre de 1952             | Premio Eva Perón 1952               | Autódromo de Buenos Aires            |
| 14  | 18-19/Octubre/1952                   | Premio de la Lealtad                | La Plata-Buenos Aires                |
| 15  | 15 de febrero de 1953                | Autódromo "Eva Perón" 1953          | Mar del Plata, Buenos Aires          |
| 16  | 12 de abril de 1953                  | Vuelta de Entre Ríos 1953           | Paraná-Concordia-Paraná              |
| 17  | 19 de abril de 1953                  | Premio Mar y Sierras 1953           | Mar del Plata-Mar del Plata          |
| 18  | 23 de agosto de 1953                 | Vuelta de Tres Arroyos 1953         | Tres Arroyos                         |
| 19  | 5 de septiembre de 1954              | IV Vuelta de Tres Arroyos 1954      | Tres Arroyos                         |
| 20  | 26 de septiembre de 1954             | III 500 Millas Mercedinas 1954      | Tres Arroyos                         |
| 21  | 15-24/Octubre/1954                   | Gran Premio Argentino 1954          | Buenos Aires-Buenos Aires            |
| 22  | 23 de enero/1955                     | 1000 km de Buenos Aires 1955        | Autódromo de Buenos Aires            |
| 23  | 22 de octubre de 1955                | Autódromo de Buenos Aires 1955      | Autódromo de Buenos Aires            |
| 24  | 8 de abril de 1956                   | VIII Vuelta de Santa Fe 1956        | Venado Tuerto-Venado Tuerto          |
| 25  | 29 de abril de 1956                  | Premio Mar del Plata 1956           | Circuito "La Perla"                  |
| 26  | 2 de septiembre de 1956              | VI Vuelta de Tres Arroyos 1956      | Tres Arroyos (Fórmula B)             |
| 27  | 21 de julio de 1957                  | Premio Ciudad de Casilda            | Casilda, Santa Fe                    |
| 28  | 4 de agosto de 1957                  | Autódromo Gral. San Martín 1957     | Mendoza                              |
| 29  | 6 de octubre de 1957                 | II Vuelta de Laboulaye 1957         | Laboulaye, Córdoba                   |
| 30  | 20 de julio de 1958                  | Vuelta de Villa Carlos Paz 1958     | Villa Carlos Paz, Córdoba            |
| 31  | 24 de agosto de 1958                 | II Vuelta de Hughes 1958            | Hughes, Santa Fe                     |
| 32  | 7 de septiembre de 1958              | VIII Vuelta de Tres Arroyos 1958    | Tres Arroyos                         |
| 33  | 18 de enero de 1959                  | I Vuelta Valle de Chubut 1959       | Trelew, Chubut                       |
| 34  | 13 de septiembre de 1959             | IX Vuelta de Tres Arroyos 1959      | Tres Arroyos (Fórmula B)             |
| 35  | 6 de marzo de 1960                   | Premio Vendimia 1960                | Autódromo Gral. San Martín           |
| 36  | 24 de julio de 1960                  | III Vuelta de Villa Carlos Paz 1960 | Villa Carlos Paz, Córdoba            |
| 37  | 6 de noviembre de 1960               | VII Vuelta de Tandil 1960           | Tandil, Buenos Aires                 |
| 38  | 01-11/Diciembre/1960                 | Gran Premio Argentino 1960          | Buenos Aires-Buenos Aires            |
| 39  | 25 de junio de 1961                  | Autódromo de Bahía Blanca 1961      | Bahía Blanca, Buenos Aires           |
| 40  | 1 de octubre de 1961                 | IX 500 Millas Mercedinas 1961       | Mercedes                             |
| 41  | 06-17/Diciembre/1961                 | Gran Premio Argentino 1961          | Mercedes-La Plata                    |
| 42  | 5 de agosto de 1962                  | Vuelta de Rosario 1962              | Rosario (Fórmula B)                  |
| 43  | 16 de septiembre de 1962             | I Vuelta de Salto 1962              | Salto (Fórmula B)                    |

## Victorias en Grandes Premios de monoplazas
| Fecha      | Nombre                                      | Lugar                       |
| ---------- | ------------------------------------------- | --------------------------- |
| 20/03/1947 | Gran Premio Internacional Ciudad de Rafaela | Rafaela, Santa Fe           |
| 13/07/1947 | Gran Premio Ciudad de Bell Ville            | Bell Ville, Córdoba         |
| 17/08/1947 | Gran Premio Ciudad de Montevideo            | Montevideo, Uruguay         |
| 21/09/1947 | Gran Premio Primavera                       | Mar del Plata, Buenos Aires |
| 06/02/1949 | III Gran Premio Eva Duarte de Perón         | Palermo, Buenos Aires       |

## Resultados

### Fórmula 1
(Clave) (negrita indica pole position) (cursiva indica vuelta rápida)

| Año         | Escudería                 | 1     | 2   | 3   | 4   | 5   | 6   | 7   | 8   | 9   | Pos. | Puntos |
| ----------- | ------------------------- | ----- | --- | --- | --- | --- | --- | --- | --- | --- | ---- | ------ |
| 1953        | Officine Alfieri Maserati | ARG 5 | 500 | NED | BEL | FRA | GBR | GER | SUI | ITA | 15.º | 2      |
| Referencia: |                           |       |     |     |     |     |     |     |     |     |      |        |

## Filmografía
- Turismo de carretera (1968)